# Ivan Žužek

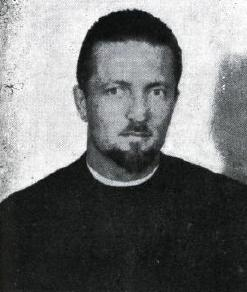
Ivan Žužek

Ivan Žužek SJ (* 2. September 1924 in Ljubljana; † 31. Januar 2004 in Soriano nel Cimino) war ein jugoslawischer bzw. slowenischer römisch-katholischer Theologe, Priester und Kirchenrechtler.

## Leben und Wirken
Ivan Žužek floh als junger Mann aus dem von den Nationalsozialisten besetzten Slowenien nach England, wurde allerdings durch die  britischen Behörden zur Rückkehr nach Osteuropa veranlasst. Auf der Reise trat er am 1. November 1945 in Lonigo (Italien) in den Jesuitenorden ein. Dort legte er 1947 die ersten Gelübde ab und studierte Philosophie im Studienhaus des Ordens in Gallarate. Anschließend absolvierte er sein Theologiestudium an der Päpstlichen Universität Gregoriana in Rom sowie das Terziat in Rathfarnham Castle in Irland. Er wechselte vom lateinischen zum byzantinisch-slawischen Ritus und wurde 1954 zum Diakon, 1955 zum Priester geweiht.
Nach weiteren Studien im Jahr 1957 am Päpstlichen Orientalischen Institut und anschließend nochmals an der Gregoriana. 1963 legte er die ewigen Gelübde ab und erwarb 1964 das Doktorat im kanonischen Recht. 1967 wurde er ordentlicher Professor für kanonisches Recht am Päpstlichen Orientalischen Institut, wo er von 1967 bis 1973 auch Rektor war, und unterrichtete dort bis 1996 sowie von 1998 bis zum Ende seines Lebens.
Als im Juni 1973 die Päpstliche Kommission zur Revision des Codex Canonum Ecclesiarum Orientalium eingesetzt wurde, wurde er zum Generalsekretär ernannt und setzte diese Funktion nach der Verkündung des Codex Canonum Ecclesiarum Orientalium (CCEO) bei der Auflösung der Kommission fort. Anfang 1991 wurde er zum Berater des Pontificium Consilium de Legum Textibus ernannt. In diesem Rat war er bis zu seiner Pensionierung im Juni 1995 als Unterstaatssekretär tätig. Er war jedoch weiterhin Berater desselben Rates sowie Berater der Kongregation für die orientalischen Kirchen.

## Schriften (Auswahl)
- Kormčaja kniga. Studies on the chief code of Russian canon law. Rom 1964, OCLC 923543862.
- mit Wilhelm de Vries: I Patriarcati orientali nel primo millennio. Relazioni del Congresso tenutosi al Pontificio Instituto Orientale nei giorni 27–30 Dicembre 1967. Rom 1968, OCLC 470595786.
- Index Analyticus. Codicis Canonum Ecclesiarum Orientalium. Rom 1992, ISBN 88-7210-288-X.
- Understanding the Eastern Code. Rom 1997, ISBN 88-7210-318-5.